# Fabricio Lenci
Fabricio Germán Lenci Mazzeto (San Nicolás de los Arroyos, Buenos Aires, Argentina, 24 de febrero de 1984) es un futbolista argentino. Juega como delantero y actualmente se encuentra en Club Belgrano (San Nicolás de los Arroyos), luego de finalizar su vínculo con Olimpo de Bahía Blanca.

## Trayectoria

### Inicios
En 2002 a punto de cumplir 17 años, Lenci enrumbó al extranjero: el lungo atacante tras un paso fugaz por el fútbol francés, terminó formando parte del plantel del Ancona Calcio en la temporada 2003-2004 del noroeste de Italia, club que por aquellos años se encontraba en la Serie A. Su debut fue en Copa Italia con el Parma, luego por problemas del club, del presidente Ermanno Pieroni, el ancona descendió a la serie C2, los años subsiguientes, 2005 y 2006. Se mantuvo jugando en el ascenso italiano una temporada en el FC Matera y en la Associazione Calcio Campobasso, ambas escuadras participantes de la Serie C del Calcio.

### Central Córdoba
Tras la experiencia europea, en 2007, Lenci retornó al fútbol argentino, específicamente al Central Córdoba de Rosario, club militante de la Primera B Metropolitana. Con el cuadro charrúa se mantuvo por espacio de dos temporadas, donde disputó 30 encuentros y anotó siete goles. 

### San Telmo
En el segundo semestre de la temporada 2008-09, Lenci firmó para el San Telmo pero, pese a su empeño y entrega en sus 21 presentaciones, no lograría anotar goles.

### Deportivo Morón
En la temporada 2009-10, Lenci recaló en Deportivo Morón, donde compartió el ataque con Lucio Ceresetto (ex-Bolognesi); la etapa en Morón fue muy mala donde era resistido por la mayoría de la popular afición del equipo moronense, llegándose a considerar la peor incorporación de su historia. Tras su paso por Morón, su destino sería Bolivia.

### Jorge Wilsterman
En el Jorge Wilstermann, Lenci llegó de cara al segundo torneo del año. Arribaría al cuadro valluno para cubrir el lugar del uruguayo Nicolás Raimondi (ex-Atlético Universidad), quien se marchó al Lokomotiv Plovdiv de Bulgaria. Con el cuadro aviador jugó 15 partidos y anotó  ocho goles.

### Sport Áncash
Tras una salida abrupta del club boliviano, Lenci recaló en la temporada 2011 en Sport Áncash. Allí, en sus dos temporadas jugadas, anotaría 30 teniendo destacadas actuaciones.

### Crucero del Norte
Fabricio Lenci tuvo un paso fugaz por Crucero del Norte donde hizo una campaña personal aceptable, en donde jugó 22 encuentros y marcó 7 goles, despertando el interés de muchos clubes pero decidió seguir en la categoría y fichó para Atlético Tucumán.

### Atlético Tucumán
En 2013 juega su primer partido con el "Decano" contra San Martín de Tucumán el cual perdió 1 a 0, por la Copa La Gaceta de Tucumán. Luego en el partido de vuelta convirtió el primer gol del partido con el cual Atlético ganó 2 a 0 ese amistoso con un global de 2 a 1. Anotaría su primer gol oficial en el partido contra Aldosivi correspondiente a la fecha 11 del campeonato de la Primera B Nacional de 2013. Luego de idas y vueltas contra su adversario de toda la vida se cruza de vereda y forma parte de San Martín de Tucumán.

### San Martín de Tucumán
A principios de 2014, luego de una larga novela se cruza de vereda y pasa a San Martín para jugar Federal A 2014 a la B Nacional. Su primer partido fue ante su ex club en el empate 2 a 2. El 27 de julio le marcó un gol a Atlético, en la derrota 2 a 1. Ante Club Social y Deportivo San Jorge convierte el gol del triunfo 1 a 0. El 11 de octubre de 2014 convierte su segundo gol en el campeonato ante Altos Hornos Zapla.
Luego de no conseguir entrar en la ronda de fase preliminares decidieron no renovarle el contrato y deja el club que llegó en 2014.

### Douglas Haig
En 2015 ficha como agente libre para Douglas. Su primer gol lo convirtió en la fecha 4 ante Atlético Paraná en la victoria 3 a 1, siendo el autor del último tanto.

### Juventud Unida
El 17 de diciembre de 2015 el Club Deportivo Juventud Unida anuncia a Lenci como nuevo refuerzo para la próxima temporada. Marco 14 goles siendo el goleador del equipo y el segundo del torneo

### Argentinos Juniors
Luego de tener un altísimo nivel en Juventud Unida es fichado por Argentinos. Su primer partido fue ante Deportivo Laferrere donde se erro clarísimas chances de gol y para su mala presentación erro 2 penales, el del partido y el de la definición desde el punto de penal.

## Clubes
| Club                           | País      | Año         | Goles |
| ------------------------------ | --------- | ----------- | ----- |
| Ancona Calcio                  | Italia    | 2003-2004   | 14    |
| Matera                         | Italia    | 2005-2006   | 7     |
| Campobasso                     | Italia    | 2006-2007   | 13    |
| Central Córdoba de Rosario     | Argentina | 2007-2008   | 14    |
| San Telmo                      | Argentina | 2009        | 0     |
| Deportivo Morón                | Argentina | 2009-2010   | 2     |
| Jorge Wilstermann              | Bolivia   | 2010        | 8     |
| Sport Áncash                   | Perú      | 2011-2012   | 30    |
| Crucero del Norte              | Argentina | 2012-2013   | 7     |
| Atlético Tucumán               | Argentina | 2013        | 2     |
| San Martín de Tucumán          | Argentina | 2014-2015   | 12    |
| Douglas Haig                   | Argentina | 2015        | 9     |
| Juventud Unida de Gualeguaychú | Argentina | 2016        | 13    |
| Argentinos Juniors             | Argentina | 2016 - 2018 | 7     |
| Los Andes                      | Argentina | 2018 - 2019 | 5     |
| Olimpo                         | Argentina | 2019 - 2021 | 5     |

## Palmarés

### Distinciones individuales
| Distinción                                                  | Club         | País | Año  |
| Máximo goleador del Torneo Intermedio (Copa Inca) (6 goles) | Sport Áncash | Perú | 2011 |